# Nouvelles de la République des Lettres
Die Nouvelles de la République des Lettres (NRL) ist eine vom Istituto Italiano per gli Studi Filosofici herausgegebene wissenschaftliche Zeitschrift. Sie erscheint seit 1981 in zwei Heften pro Jahr im Verlag Prismi Editrice in Neapel.
Der Name der Zeitschrift geht auf die gleichnamige von Pierre Bayle gegründete literarische und wissenschaftliche Zeitschrift zurück, die seit 1684 in Amsterdam erschien. Mit dieser Vorgängerin verbindet sie eine ähnliche internationale Ausrichtung. In der Zeitschrift werden Beiträge zu Themen aus Philosophie, Geschichte und Literatur in mehreren europäischen Sprachen publiziert. Neben Abhandlungen zu diesem weitgefächerten Themenspektrum erscheinen außerdem Quelleneditionen. Kleinere Beiträge werden unter der Rubrik Miscellanea geführt und Buchbesprechungen sowie Nachrichten mit Tagungsberichten, Projektmitteilungen und anderes mehr erscheinen unter der Rubrik Forum. An der Gründung der Zeitschrift im Jahre 1981 durch Paul Dibon und Tullio Gregory wirkten zahlreiche internationale Fachgelehrte wie beispielsweise Gustavo Costa, Marc Fumaroli, Eugenio Garin, Henri Gouhier, Paul Oskar Kristeller, Paul Raabe und Joseph Burney Trapp mit.